# Keissleriella pinicola
Keissleriella pinicola är en svampart som beskrevs av D. Hawksw. & Sivan. 1975. Keissleriella pinicola ingår i släktet Keissleriella och familjen Massarinaceae.  Arten är reproducerande i Sverige. Inga underarter finns listade i Catalogue of Life.